# Guettarda baracoensis
Guettarda baracoensis är en måreväxtart som beskrevs av Johannes Bisse. Guettarda baracoensis ingår i släktet Guettarda och familjen måreväxter.
Artens utbredningsområde är Kuba. Inga underarter finns listade i Catalogue of Life.